# 莱斯·米尔斯
莱斯·米尔斯（英語：Les Mills，1934年11月1日—），新西兰男子田径运动员。他曾代表新西兰参加1958年、1962年、1966年和1970年英联邦运动会田径比赛，获得一枚金牌、三枚银牌和一枚铜牌。